# Elymus anthosachnoides
Elymus anthosachnoides är en gräsart som först beskrevs av Yi Li Keng, och fick sitt nu gällande namn av Áskell Löve och B.Rong Lu. Elymus anthosachnoides ingår i släktet elmar, och familjen gräs. Inga underarter finns listade i Catalogue of Life.